# Hilarionita
La hilarionita és un mineral de la classe dels fosfats. Rep el nom de la mina Hilarion, a Grècia, la seva localitat tipus.

## Característiques
La hilarionita és un arsenat de fórmula química Fe3+₂(SO₄)(AsO₄)(OH)·6H₂O. Va ser aprovada com a espècie vàlida per l'Associació Mineralògica Internacional l'any 2011. Cristal·litza en el sistema monoclínic. La seva duresa a l'escala de Mohs és 2. És una espècie relacionada amb la kaňkita, un arsenat de ferro fèrric hidratat amb el que es pot confondre fàcilment.
L'exemplar que va servir per a determinar l'espècie, el que es coneix com a material tipus, es troba conservat a les col·leccions del Museu Mineralògic Fersmann, de l'Acadèmia de Ciències de Rússia, a Moscou (Rússia), amb el número de registre: 92988.

## Formació i jaciments
Va ser descoberta a la mina Hilarion Núm. 50, una de les mines de Kamariza de la regió d'Agios Konstantinos, a l'Àtica Oriental (Àtica, Grècia), on es troba en forma d'esferulites de fins a 1 mm de mida, i raïms d'«individus» prismàtics a aciculars de fins a 0,5 mm de llarg que en realitat són agregats gairebé paral·lels o divergents de fibres corbes molt fines, i normalment inferiors a 2 um de gruix.